# 玉泉弘景
玉泉弘景律師（634年—713年），一作宏景，俗姓文，湖北當陽人，唐代著名僧人，為天台宗門下，兼通律宗，以持戒聞名。因住持玉泉寺，故人稱玉泉弘景，或稱南泉景。宋朝時，因為避諱的緣故，《高僧傳》稱他為恒景。

## 生平
弘景受法于章安灌頂的弟子玉泉道素，學習天台宗止觀。在玉泉寺之南，建立精舍，名叫龍興寺，所以他又被稱為龍興弘景。弘景又受戒于道宣，跟隨道宣學習南山律宗，為道宣律師親授弟子。
證聖元年，與實叉難陀等共譯《華嚴經》。在武則天及唐中宗時，曾三次受邀入宫中成为受戒師。景龍三年（709年），奏請歸山，回到荊州南泉寺。

## 弟子
弘景禪師的弟子有南嶽懷讓、玉泉惠真、鑑真和尚。